# Michail Iwanowitsch Scharow

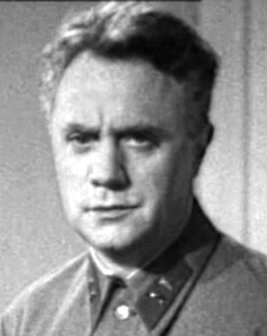
Michail Scharow (1939)

Michail Iwanowitsch Scharow (russisch Михаил Иванович Жаров; * 14.jul. / 27. Oktober 1900greg. in Moskau; † 15. Dezember 1981 ebenda) war ein sowjetischer Schauspieler.

## Leben
Scharow studierte bis 1919 Schauspiel bei Theodor Komissarschewski und war danach in den 1920er Jahren an verschiedenen Theatern wie dem Meyerhold-Theater in Moskau sowie an Theatern in Baku und Kasan engagiert. Von 1931 bis 1937 spielte er am Moskauer Kammertheater. 1938 wechselte er zum Maly-Theater, wo er bis zum Ende seiner Laufbahn immer wieder auftrat. Hier spielte er oft klassische Rollen, beispielsweise in Wölfe und Schafe, Der Generalinspektor, Hart ist kein Stein, Der Donnersturm.
Seine ersten Erfahrungen beim Film hatte Scharow noch vor seiner Schauspielausbildung in zwei Filmen des Regisseurs Alexander Iwanow-Gai, Zar Iwan Wassiljewitsch Grosny (1915) und Tot, kto polutschajet poschtschetschiny (1916). Doch erst mit Jakow Protasanows Aelita begann seine eigentliche Karriere – zunächst nur in Nebenrollen wie einem verliebten Büroangestellten in Juri Scheljabuschskis Papirosniza ot Mosselproma (1924) und einem Kellner in Miss Mend von Boris Barnet und Fjodor Ozep. Bekannt wurde Michail Scharow mit seiner Rolle des Schigan in Nikolai Ekks Drama Der Weg ins Leben (1931), dem ersten sowjetischen Tonfilm. Weitere wichtige Rollen spielte er 1933 in dem Film Okraina unter der Regie von Boris Barnet und als Fürst Menschikow in beiden Teilen von Wladimir Petrows Peter I. (1937 und 1939). In Sergei Eisensteins auf drei Teile geplante und zwischen 1943 und 1947 gedrehte Filmprojekt Iwan der Schreckliche (Teil 1/Teil 2) trat er als der Zarenvertraute Maljuta Skuratow auf. 1946 entstand Scharows einzige Regiearbeit Bespokoinoje chosjaistwo. In den 1960er und 1970er Jahren verkörperte er den Dorfpolizisten Aniskin in einer beliebten Fernsehfilmreihe von Iwan Lukinski: Der Dorfdetektiv (1968), Aniskin i Fantomas (1974) und I snowa Aniskin (1978).
Scharow wurde 1941, 1942, 1947 mit dem Stalinpreis und 1949 als Volkskünstler der UdSSR ausgezeichnet. 1974 erhielt er den Titel Held der sozialistischen Arbeit.

## Filmographie (Auswahl)
- 1924: Aelita (Аэлита)
- 1925: Schachfieber (Шахматная горячка)
- 1925: Sein Mahnruf (Его призыв)
- 1927: Der Kellner aus dem Palasthotel (Человек из ресторана)
- 1931: Der Weg ins Leben (Putjowka w schisn)
- 1937: Maxims Rückkehr (Возвращение Максима)
- 1937–1939: Peter I. (Пётр Первый)
- 1938: Der Bär (Медведь)
- 1939: Die Wyborger Seite (Выборгская сторона)
- 1939: Der Fehler des Ingenieurs Kotschin (Ошибка инженера Кочина)
- 1939: Stepan Rasin (Степан Разин)
- 1943: Der Luftfuhrmann (Воздушный извозчик)
- 1943: Iwan der Schreckliche (Teil 1/Teil 2) (Иван Грозный)
- 1949: Die Welt soll blühen (Мичурин)
- 1953: Wassa Schelesnowa (Васса Железнова)
- 1954: Herz ohne Liebe (Анна на шее)
- 1958: Das Mädchen mit der Gitarre (Девушка с гитарой)
- 1967: Die ältere Schwester (Старшая сестра)
- 1968: Der Dorfdetektiv (Деревенский детектив)